# Distrito de Khuroson
Khuroson (en tayiko: Ноҳияи Ғозималик) es un distrito de Tayikistán, en la provincia de Khatlon. 
El centro administrativo es la ciudad de Obikiik.

## Demografía
Según estimación 2009 contaba con una población total de 73 100 habitantes.